# Pardachirus morrowi
 Pardachirus morrowi és un peix teleosti de la família dels soleids i de l'ordre dels pleuronectiformes que es troba des de les costes de Kenya fins a les de Sud-àfrica.